# Hydriastele
Hydriastele es un género con unas 50 especies de plantas con flores perteneciente a la familia  de las palmeras (Arecaceae).  

## Taxonomía
El género fue descrito por  H.Wendl. & Drude y publicado en Linnaea 39: 180, 208. 1875.
Etimología
Hydriastele: nombre genérico compuesto por Hydrias = "ninfa de agua" y stele = "columna o pilar", tal vez refiriéndose a los delgados tallos erectos de las especies que crecen cerca del agua.

## Especies
| - Hydriastele affinis - Hydriastele aprica - Hydriastele beccariana - Hydriastele beguinii - Hydriastele boumae - Hydriastele brassii - Hydriastele cariosa - Hydriastele carrii - Hydriastele chaunostachys - Hydriastele costata - Hydriastele cyclopensis - Hydriastele cylindrocarpa - Hydriastele dransfieldii - Hydriastele flabellata - Hydriastele geelvinkiana - Hydriastele gibbsiana - Hydriastele gracilis - Hydriastele hombronii - Hydriastele kasesa - Hydriastele kjellbergii - Hydriastele ledermanniana - Hydriastele lepidota - Hydriastele longispatha - Hydriastele lurida - Hydriastele macrospadix - Hydriastele manusii | - Hydriastele mayrii - Hydriastele micrantha - Hydriastele microcarpa - Hydriastele microspadix - Hydriastele moluccana - Hydriastele montana - Hydriastele nannostachys - Hydriastele oxypetala - Hydriastele palauensis - Hydriastele pinangoides - Hydriastele pleurocarpa - Hydriastele procera - Hydriastele ramsayi - Hydriastele rheophytica - Hydriastele rhopalocarpa - Hydriastele rostrata - Hydriastele sarasinorum - Hydriastele selebica - Hydriastele valida - Hydriastele variabilis - Hydriastele vitiensis - Hydriastele wendlandiana |